# Nils Östensson
Nils Holger Östensson, född 29 april 1918 i byn Källan, Transtrand, Dalarna, död där 24 juli 1949 i , var en svensk längdskidåkare som tävlade under 1940-talet. 

## Biografi
Nils Östensson var son till Ludvig Östensson (1894–1969) och Olga Persson (1896–1972), bosatta i Källan. Han vann guld på 4 x 10 km stafett och silver på 18 kilometer under OS 1948 i Sankt Moritz. Östensson tog även hem gulden på både 18 och 50 kilometer i Holmenkollen 1949. På klubbsidan tävlade han för Hofors AIF och Sälens IF.
Han blev svensk mästare på 15 kilometer 1942, på 30 kilometer 1947 och på 50 kilometer 1949 samt i stafett med Hofors AIF 1941.
Han omkom i en motorcykelolycka den 24 juli 1949, 31 år gammal. Olyckan skedde på vägen mellan Stafåsnäs i Lima socken och Sysslebäck i Torsby socken. Han arbetade med ett kraftverksbygge i Värmland och var på hemväg till Transtrand. 1996 sattes det upp en minnestavla på platsen, tidigare fanns ett järnkors som markerade olycksplatsen. Samma år som han förolyckades blev han postumt vald till Sveriges bästa idrottsman 1949.